# Stora pengar (film)
Stora pengar (originaltitel: Blank Check) är en amerikansk långfilm från 1994 i regi av Rupert Wrainwright.

## Handling
Preston Waters är en tolvårig pojke som försummas av sina föräldrar och blir retad av sina äldre bröder. Han får aldrig ha sitt rum ifred och så fort han sparar ihop en slant så dyker alltid hans bröder upp och stjäl dem.
En dag kör en gangster på hans cykel. Gangstern har stulit en miljon dollar och vill därför inte ha något tjafs från polisen. Därför ger han Preston en blank check och ber honom att låta sina föräldrar fylla i den, så att han kan skaffa sig en ny cykel.
Men Preston berättar aldrig för någon vad som hänt och visar aldrig checken för någon. Istället fyller han själv i den och går till banken för att lösa in den. Bankdirektören har affärer ihop med gangstern, och på grund av ett missförstånd får Preston med sig en miljon dollar i kontanter. 
Preston börjar genast spendera pengarna på allt möjligt och lever lyxliv samtidigt som gangstern och hans gäng gör allt för att få tillbaka pengarna.

## Om filmen
Många tabbar gjordes då filmen spelades in, särskilt när det gäller klippningen. Ett exempel är scenen där Preston ska lösa in checken - först tar han av sig sin ryggsäck och lägger den på direktörens skrivbord. Då han ska sätta sig ner så befinner sig ryggsäcken plötsligt på Prestons rygg igen och han tar av sig den och placerar den på skrivbordet igen. 

## Rollista i urval
- Brian Bonsall - Preston Waters
- Karen Duffy - Shay Stanley
- James Rebhorn - Fred Waters
- Michael Faustino - Ralph Waters
- Chris Demetral - Damian Waters
- Miguel Ferrer - Quigley
- Michael Lerner - Biderman
- Tone Lōc - Juice
- Alex Morris - Riggs